# Vicia pisiformis
Espèce
Statut de conservation UICN

 LC  : Préoccupation mineure
Vicia pisiformis, la Vesce à feuilles de pois, est une espèce de plantes à fleurs de la famille des Fabacées. C'est une plante herbacée.